# Erbario di Jean e Gaspard Bauhin
L'Erbario di Jean e Gaspard Bauhin è un erbario anonimo, ma che si ritiene sia stato preparato appunto da Jean e Gaspard Bauhin, botanici svizzeri, che lo completarono dopo il 1596 e lo inviarono in dono ad Ulisse Aldrovandi.
Esso è composto da 273 piante incollate su 88 fogli, ed è conservato al'Università di Bologna.